# Lineage
Lineage je počítačová fantasy hromadná online hra na hrdiny (MMORPG) vytvořená korejskou společností NCsoft v roce 1998. Hra se stala nejpopulárnější v Koreji, ale je k dostání i v čínské, japonské a anglické jazykové verzi. Na úspěchy hry navázalo její pokračování Lineage II: The Chaotic Chronicles.

## Základní charakteristika
Prostředí hry je generováno plně ve 3D (oproti předchozím verzím, které byly zobrazovány v izometrickém 2D pohledu, například jako Diablo). Hráč si může vybrat svoji postavu v jedné z šesti ras: elf, temný elf, člověk, ork, kamael a trpaslík. U všech ras kromě trpaslíků a kamaelů si může vybrat, zda chce být čaroděj nebo bojovník. Hra obsahuje klasické prvky RPG her – zabíjení monster, plnění úkolů pro získání kořisti a zkušenostních bodů, zvyšování úrovně postavy, charakteristické vlastnosti postavy (charisma, síla, moudrost atd.). Jednotliví hráči se mohou spojovat do klanů a bojovat mezi sebou či společně dobývat hrady.

## Lidé (Human)
Po odchodu Elfů, založilo několik Kouzelníků magickou školu, místo vhodné pro vzdělávání talentovaných mystiků. Od doby kdy byl na ostrově otevřen Cedrikův sál, začalo mnoho začínajících rytířů navštěvovat ostrov kvůli tréninku.
Zvláštní schopnosti Lidí:
Ačkoli lidé nevlastní žádné zvláštní schopnosti, jejich silná stránkou je schopnost proniknout do mnoha povolání.
Základní vlastnosti Lidí:
Lidé jsou vyvážení ve všech povoláních.
Lidská vesnice – Mluvící Ostrov (Talking Island Village)
Mluvící ostrov je vzdálen od jižního pobřeží Gludio Territory a je navštěvován začínajícími rytíři a mystiky. Když v dřívějších dobách ovládala kontinent Elfská rasa, byla na ostrově založena škola kouzel sloužící lidem.

## Elfové (Elf)
Rasa Elfů uctívá bohyni vody a přírody. Elfové mají štíhlá a pružná těla, dlouhé uši a krásné jemné rysy. Během doby obrů měli mezi rasami nejvyšší místo. Když byli obři zničeni, síla a vliv Elfů byl oslaben. V současné době obývají pouze část lesa na hlavním kontinentu.
Zvláštní schopnosti Elfů:
Jejich schopnosti se slušně vyrovnají schopnostem ostatních ras. Mohou zadržet dech na delší dobu a také mohou skákat z větší výšky než ostatní.
Základní vlastnosti Elfů:
Elfové jsou moudří a bystří. Jsou rychlí v útoku, rychle běhají, a také rychle kouzlí. Mají také výborné vlastnosti pro své lukostřelce a velmi dobře se vyhýbají nepřátelským ranám.
Elfská vesnice
Od starodávných časů byla vesnice – nacházející se nad jezerem – obydlena Elfy, kteří žili v harmonii s blízkým lesem a vzkvétali pod ochranou Worldtree Glade. Po tom, co byli zrazeni Lidmi, vykouzlilo 12 Starších Elfů mocné kouzelné pole okolo lesa, aby zabránili ostatním rasám ve vstupu. Nicméně během války s DE bylo sedm Starších zabito a síla magického pole okolo Elfského lesa byla oslabena. Mladí elfové navrhovali, že by měli přestat žít v izolaci od okolního světa a jejich požadavku bylo vyhověno. Jako výsledek bylo magické pole úplně odstraněno a dlouho ukrytá elfská pevnost byla konečně odhalena okolnímu světu.

## Temní Elfové (Dark Elves)
Dark Elfové kdysi byli součástí kmenů elfů, ale byli vykázáni poté co se naučili černou magii za účelem získat sílu na boj proti lidem. Boj prohráli, ale pokračovali v učení temných umění. Dark Elves mají podobný vzhled jako jejich elfští příbuzní, ale jsou vyšší, mají modro-šedou kůži a stříbrné vlasy. Následují Shilien, bohyni smrti.
Speciální schopnosti rasy:
Ve srovnání s ostatními rasami, Elfové mohou déle udržet dech a lépe snášejí skoky z vysokých míst.
Základní charakteristika:
Protože mají vyšší STR a INT, jejich útočná schopnost je vysoká.
Základní vesnice temných elfů
Vesnice Dark Elfů, kde je atmosféra děsivá a ponurá, se nachází v obrovské jeskyni v zamlženém horském pásmu na severu. Horní část vesnice se honosí vysokým stropem který je vyztužen železnými podporami. Dole je temné jezero uprostřed kterého se tyčí socha Shilen. Ačkoliv je vesnice temná, nemají její obyvatelé problém najít cestu. Kvůli prokletí které na ně seslali stromoví Elfové, jsou těla temných elfů citlivá na sluneční světlo, ale naopak mají velmi vyvinutý orientační smysl v temnotě.

## Orkové (Orc)
Orkové jsou rasou ohně. Mezi ostatními rasami vynikají svou silou. Po zničení obrů byli schopni vyhnat Elfy a stát se nejsilnější rasou na Adenu. Později však byli poraženi spojenou armádou Elfů a Lidí. Dnes žijí v arktické oblasti Elmore.
Speciální schopnosti rasy:
Mají silné rezistence na negativní vlivy jako je například jed nebo nemoc.
Základní charakteristika:
Orkové mají velikou sílu a maximální HP a MP úroveň. Rychle se zotavují. Nicméně jsou pomalí jak v útoku a pohybu, tak i v kouzlení. Jsou špatní lučistníci.
Základní vesnice orků
Orc village se nachází na Immortal Plateau. Vesnice je obklopena vysokými a statnými hradbami, díky kterým vypadá toto místo spíš jako vojenská pevnost, než domácká usedlost. V centru vesnice je strážný oheň, kteří hoří věčným a svatým ohněm Paagria. Na tomto místě Orkové pokračují ve cvičení sama sebe, v přípravě na budoucnost, kdy se opět pokusí získat vládu nad celým kontinentem.

## Trpaslíci (Dwarf)
Trpaslíci jsou rasou země, obdařenou velkou fyzickou sílou a zálibou ve vyrábění předmětů. Potom co byla nejsilnější rasa v zemi, obrové, poražena, snažili se trpaslíci vetřít do přízně vždy nejsilnějšího vladaře v zemi. Výsledkem bylo, že se stali izolovanou rasou-neoblíbeni pro jejich hamižnou náturu. Hierarchické uspořádání jejich společnosti je přirovnáváno k uspořádání velkých obchodních společností. Trpaslíci jsou také stále velice uznáváni pro jejich obchodní a organizační schopnosti Základní dělení trpaslíků je na Scavengers, kteří hledají a získávají základní materiál; a na Artisans, kteří pak z tohoto materiálu vyrábějí výrobky.
Zvláštní schopnosti Trpaslíků:
Trpaslíci toho v batohu unesou mnohem více než ostatní národy.
Základní vlastnosti Trpaslíků:
Trpaslíci kromě své ohromné síly v ničem jiném nevynikají.
Trpasličí vesnice
Trpasličí pevnost je vesnice schovaná v horách, izolovaná od okolního světa. Trpaslíci uctívají boha země jménem Maphr. Svatyně Maphra vypadá velmi jednoduše a prostě. Socha Luciena, zabijáka červů, která stojí uprostřed vesnice na náměstí, slouží k uctění Luciena, statečného válečníka, který zničil strach nahánějící příšery. Trpaslíci se narodí ve vesnici, podnikají cesty do okolního světa a sbírají materiál potřebný pro jejich řemeslo. Často se vracejí do vesnice aby zde pilně pracovali na tvorbě působivých předmětů.